# Allium zergericum
Allium zergericum, vrsta jednosupnice, geofit s lukovicom iz porodice zvanikovki (sunovratki; Amaryllidaceae). Raširena je u Kirgistanu.
Vrsta je opisana u Linzer Biologische Beiträge 26: 969. 1994.

## Sinonimi
Nema.